# Terraplenagem (arqueologia)
Na arqueologia, terraplenagem são mudanças artificiais no nível da terra, tipicamente feitas a partir de pilhas de rochas e solo artificialmente colocados ou esculpidos. A terraplenagem pode ter características arqueológicas, ou podem mostrar características abaixo da superfície.

## Detecção
terraplenagem rasas são geralmente mais visíveis como marcas de corte ou em fotografias aéreas se tiradas quando o sol está baixo no céu e as sombras são mais pronunciadas. Da mesma forma, a terraplenagem pode ser mais visível após uma geada ou um leve pó de neve.

## Exemplos
A terraplenagem na América do Norte inclui montes construídos por nativos americanos conhecidos como Construtores de Montes.